# Jorge Abreu
Jorge Luis Abreu Soler (San Antonio del Táchira, 16 maart 1990) is een Venezolaans wielrenner.

## Carrière
In juli 2014 behaalde Abreu zijn eerst UCI-overwinning toen hij de vierde etappe in de Ronde van Venezuela won. Een maand later werd hij nationaal kampioen op de puntenkoers. In 2016 won hij het puntenklassement van de Ronde van Táchira, door in zeven van de tien etappes bij de eerste zeven renners te finishen. Na zijn winst in het bergklassement van de Vuelta Independencia Nacional in 2017, won hij in 2018 de vijfde etappe in de Ronde van Táchira.

## Baanwielrennen

### Palmares
| Jaar | VK          | P-AK | WK | Overig |
| ---- | ----------- | ---- | -- | ------ |
| 2014 | Puntenkoers |      |    |        |

## Wegwielrennen

### Overwinningen
2014
4e etappe Ronde van Venezuela
2016
Puntenklassement Ronde van Táchira
2017
Bergklassement Vuelta Independencia Nacional
2018
5e etappe Ronde van Táchira
2021
Eind- en bergklassement Ronde van Venezuela